# Campus de Ponferrada
El Campus de Ponferrada de la Universidad de León fue creado, según palabras de la propia Universidad, como una «apuesta de futuro»[cita requerida], y comenzó a impartir docencia en el curso 1996/1997 en la segunda ciudad de la provincia por número de habitantes, tras años de reivindicaciones para que El Bierzo se dotara de instituciones universitarias. Para ello, se reaprovechó el edificio del antiguo Hospital «Camino de Santiago», vacío después de su traslado a un edificio de nueva planta.
La actividad académica en el Campus de Ponferrada se inició con tan solo 149 alumnos; hoy,[¿cuándo?] supera los 1500,[cita requerida] tras años en que la sede berciana ha ido aumentando su abanico de titulaciones, al tiempo que dotándose de nuevas y más modernas infraestructuras; entre ellas, nuevos edificios para servicios, institutos de investigación, cafetería...

## Titulaciones del Campus de Ponferrada
En la actualidad,[¿cuándo?] el abanico de titulaciones impartidas en Ponferrada incluye:
- Ingeniería Agroalimentaria.
- Doble grado en Ingeniería Forestal y del Medio Natural y Ciencias Ambientales.
- Ingeniero en Geomática y Topografía.
- Ingeniería Forestal y del Medio Natural.
- Ingeniero Técnico Agrícola: especialidad Industrias Agrarias y Alimentarias.
- Enfermería.
- Fisioterapia.
- Podología
- Turismo (privado), (a partir del año 2010 desaparece como oferta)[2]

El Título Propio de Grado Medio en Cinematografía y Artes Visuales, hoy[¿cuándo?] envuelto en cierta polémica por la posibilidad de su conversión en título de Formación Profesional con la entrada en vigor del Espacio Europeo de Educación Superior, es uno de los más atractivos de la institución académica y contó con las lecciones magistrales de cineastas de la talla de Woody Allen o Alejandro Amenábar, entre otros.